# ВЦ-10
ВЦ-10 (Вагон-цистерна, 10 — вантажність в тоннах) — вузькоколійний вагон-цистерна для транспортування нафтопродуктів. Виготовлявся на Деміховському машинобудівному заводі з 1956 по 1960 рік.

## Історія

### Передумови

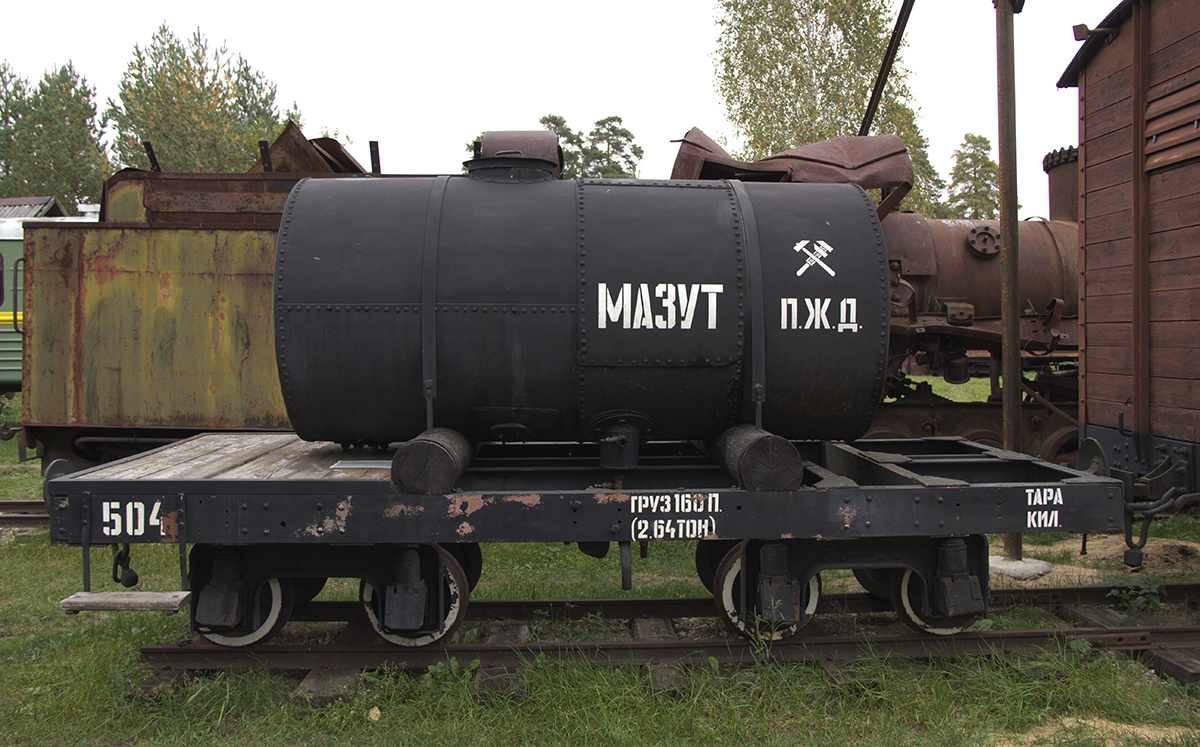
Вагон-цистерна вироблений власноруч на підприємстві.

Довгий час серійні вагони-цистерни не виготовляв жоден виробник на території СРСР. Причиною відсутності виробництва таких моделей був надто малий вантажообіг рідких речовин. Потреби в їх перевезенні, зазвичай, покривалися самостійним виготовленням підприємствами ємностей та їх подальше встановлення на залізничний хід. Існували типові проекти перестановки звичайних залізничних цистерн на вузькоколійну базу. Єдиною серійною одиницею були 20-ти тонні рамні вагони-цистерни Алтайського вагонзаводу.

### Виробництво
Серійне виготовлення розпочалося в 1956 році. Партія цих вагонів була незначною і поширення не отримала. В 1960 році виготовлення даної моделі припинили, на користь збільшеної та покращеної ВЦ-20.

## Опис

#### Конструкція
Конструкція цистерни безрамна. Несучий котел зварний, виготовлений зі сталі марки ВСтЗсп5. Зверху розміщується ковпак для заливання рідини, майданчик з драбиною та зливний патрубок, що відкривається за допомогою вентиля, розміщеного всередині ковпака.
Через дві короткі зварні кінцеві напіврами з прокатного профілю котел спирається на два двоосьові візки, взяті з ПВ40. На цистерну встановлюється типовий ударно-тяговий механізм для вагонів з шириною колії 750 мм.

#### Забарвлення[3]
Зовнішні поверхні вагону повинні бути пофарбовані емаллю ПФ-133 червоно-коричневого кольору, по грунтовці марки ГФ-021.
Підрамники, візки, гальмівний механізм, зовнішні елементи зливного механізму, ударно-тягові прилади та драбина повинні фарбуватися емаллю ПФ-115 або ПФ-133, по грунтовці ГФ-020.
Всі позначення та надписи виконуються цинковим білилом марки МА-011-1.

## Технічні характеристики

### Загальні характеристики[3]
- Марка: ВЦ-10
- Колія: 750 мм
- Конструкційна швидкість: 50 км/год
- Об'єм: 13,2 м³
- Вантажність: 10 т
- Маса (тара): 6,25 т

#### Габарити
- Довжина: 7480 мм
- Ширина: 1850 мм
- Висота: 3100 мм
- База вагону: 4200 мм